# Virgens juramentadas

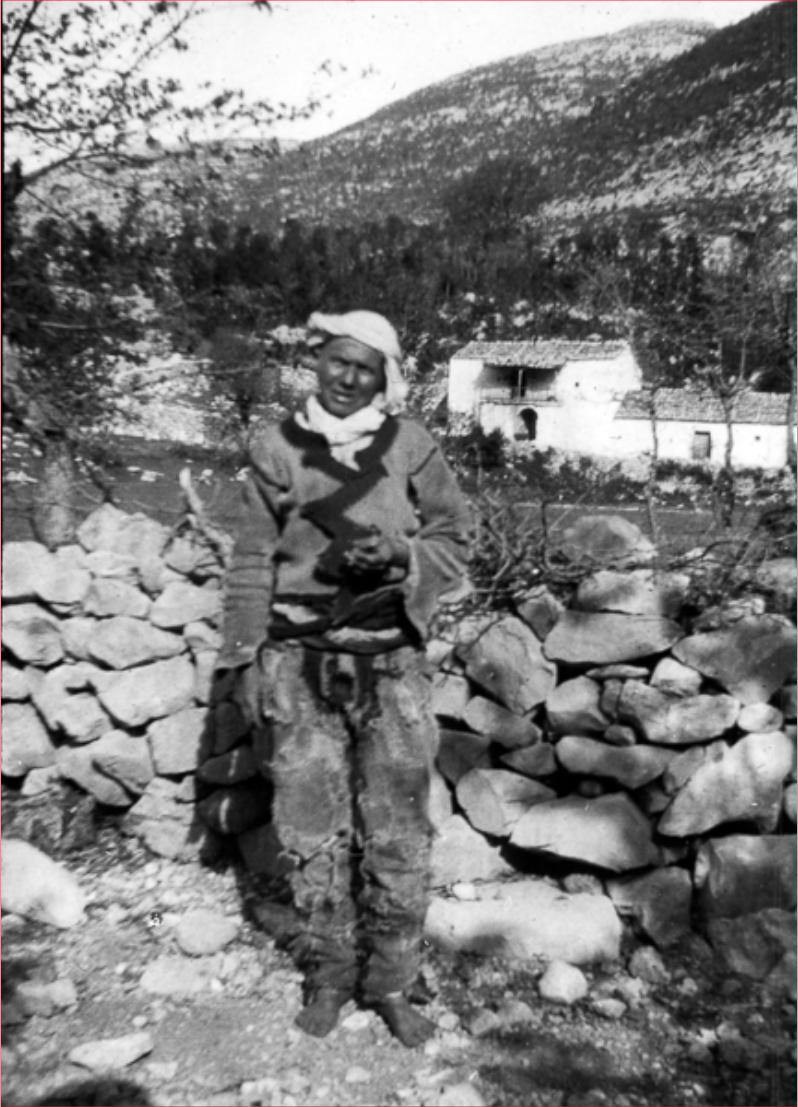
Virgem juramentada de 47 anos na Albânia.

Virgens juramentadas (em albanês: burrnesha) são pessoas do sexo feminino que fazem voto de castidade e usam roupas masculinas para viver como homens na sociedade patriarcal do norte da Albânia, Kosovo e Montenegro. Em menor grau, a prática existe, ou existiu, em outras partes dos Balcãs Ocidentais, incluindo Bósnia, Dalmácia (Croácia), Sérvia e Macedônia do Norte. O documentário da National Geographic, Tabu (2002), estimou que haviam sobrado menos de 102 virgens juramentadas albanesas.

## Terminologia
Outros termos para uma virgem por juramento incluem: virgem albanês ou virgem declarada; em servo-croata: Virdžina; em albanês: burrnesha, vajzë e betuar (mais comum atualmente, e usado em situações em que os pais tomam a decisão quando a pessoa ainda é um bebê ou criança), e vários cognatos com "virgem"- virgjineshë, virgjereshë, verginesa, virgjin, vergjinesha; em turco: sadik, que significa "honesta, justa"; em sérvio: ostajnica (aquela que fica); em bósnio: tobelija (vinculada por um voto).

## Origens
A tradição de virgens juramentadas na Albânia desenvolveu-se a partir do Kanuni i Lekë Dukagjinit (português: O Código de Lekë Dukagjini, ou simplesmente Kanun), um conjunto de códigos e leis desenvolvido por Lekë Dukagjini e usado principalmente no norte da Albânia e Kosovo do século XV ao século XX. O Kanun não é um documento religioso - muitos grupos o seguem, incluindo ortodoxos albaneses, católicos e muçulmanos.
O Kanun determina que as famílias devem ser patrilineares (o que significa que a riqueza é herdada pelos homens de uma família) e patrilocais (após o casamento, a esposa muda-se para a casa da família do seu homem). Mulheres são tratadas como propriedade da família. Sob o Kanun, as mulheres são privadas de muitos direitos; elas não podem fumar, nem usar relógio ou votar nas eleições locais, não podem comprar terras e há muitos empregos que elas não têm permissão para manter. Também há estabelecimentos onde não podem entrar. 
A prática da virgindade juramentada foi relatada pela primeira vez por viajantes em missões religiosas, ou estudantes de geografia e antropologia, que visitaram as montanhas do norte da Albânia no século XIX e no início do século XX. Dentre tais, Edith Durham.

## Visão geral
Uma pessoa pode se tornar virgem juramentada em qualquer idade, por desejo pessoal ou para satisfazer os pais. Alguém se torna uma virgem juramentada fazendo um juramento irrevogável, na frente de doze aldeões ou anciãos tribais, para adotar o papel e praticar a castidade. Depois disso, as virgens juramentadas vivem como os homens e os outros se relacionam com elas como tal, geralmente, embora nem sempre, referindo-se a elas no masculino; podem se vestir com roupas masculinas, usar um nome masculino, carregar uma arma, fumar, beber álcool, assumir um trabalho masculino, agir como o chefe de uma família (por exemplo, morar com uma irmã ou mãe), tocar música e cantar, sentar e conversar socialmente com os homens.
De acordo com Marina Warner, o "sexo verdadeiro da virgem jurada nunca mais, sob pena de morte, será mencionado em sua presença ou fora dela".
Quebrar o voto já foi punido com a morte, mas é duvidoso que esse castigo ainda seja cumprido. Muitas virgens juramentadas ainda hoje se recusam a voltar atrás em seu juramento porque sua comunidade as rejeitaria por quebrar os votos. No entanto, às vezes, é possível retirar os votos se os motivos, motivações ou obrigações familiares que levaram a fazer os votos não existirem mais.

## Motivações
Há muitos conceitos errôneos que pairam sobre a tradição. Tornar-se uma virgem juramentada, normalmente, não era uma decisão baseada na sexualidade, nem na identidade de gênero, mas sim num status social especial que era oferecido a quem fizesse o juramento.
Existem muitos motivos pelos quais alguém pode fazer esse voto, e os observadores registraram uma variedade de motivações. Uma pessoa falou em se tornar virgem juramentada para não se separar do pai e outra para viver e trabalhar com uma irmã. Alguns esperavam evitar um casamento indesejado específico e outros esperavam evitar o casamento em geral; tornar-se virgem juramentada também era a única maneira de as famílias que haviam comprometido os filhos com um casamento arranjado se recusarem a cumpri-lo, sem desonrar a família do noivo e arriscar uma rixa de sangue.
Era a única maneira de uma mulher herdar a riqueza de sua família, o que era particularmente importante em uma sociedade em que rixas de sangue (gjakmarrja) resultaram na morte de muitos albaneses, deixando muitas famílias sem herdeiros homens. (No entanto, a antropóloga Mildred Dickemann sugere que esse motivo pode ser "exagerado", apontando que uma mulher que não estava grávida não teria herdeiros para herdar depois dela, e também que em algumas famílias não uma, mas várias filhas se tornaram virgens juramentadas, e em outros o nascimento posterior de um irmão não encerrou o papel masculino da virgem juramentada.)
Além disso, uma criança pode ter sido desejada para "continuar" uma rivalidade existente, de acordo com Marina Warner. A virgem declarada tornou-se "uma guerreira disfarçada para defender sua família como um homem". Se uma virgem juramentada foi morta em uma rixa de sangue, a morte será contada como uma vida plena para o propósito de calcular o dinheiro de sua linhagem, ao invés da meia-vida como uma mulher foi contada.
Também é provável que muitas mulheres optaram por se tornar virgens juramentadas simplesmente porque isso lhes proporcionava muito mais liberdade do que estaria disponível em uma cultura patrilinear onde as mulheres eram isoladas, segregadas por sexo, obrigadas a ser virgens antes do casamento e fiéis depois, prometidos como filhos e casados por venda sem seu consentimento, continuamente tendo e criando filhos, constantemente trabalhando fisicamente, e sempre obrigados a submeter-se aos homens, especialmente seus maridos e pais, e submeter-se a apanhar.
Dickemann sugere que as mães podem ter desempenhado um papel importante em persuadir as crianças a se tornarem virgens juramentadas. Uma viúva sem filhos tradicionalmente tinha poucas opções na Albânia: ela poderia voltar para sua família biológica, permanecer como uma serva na família de seu falecido marido ou se casar novamente. Com um filho ou filho substituto, ela poderia viver sua vida na casa, na companhia de seu filho. Murray cita depoimento registrado por René Gremaux: “Porque se você se casar ficarei sozinho, mas se você ficar comigo, terei um filho”. Ao ouvir essas palavras, Djurdja (a filha) "largou o bordado" e se tornou um homem.

## Prevalência
A prática desapareceu na Dalmácia e na Bósnia, mas ainda é praticada no norte da Albânia e, em menor medida, na Macedônia do Norte.
A República Popular Socialista da Albânia não encorajou as mulheres a se tornarem virgens juramentadas. As mulheres começaram a ganhar direitos legais e chegaram mais perto de ter um status social igual, especialmente nas regiões centro e sul. É apenas na região norte que muitas famílias ainda são tradicionalmente patriarcais. Atualmente, existem entre quarenta e várias centenas de virgens juramentadas restantes na Albânia e algumas em países vizinhos. A maioria tem mais de cinquenta anos. Costumava-se acreditar que as virgens juramentadas tinham praticamente morrido após 50 anos de comunismo na Albânia, mas pesquisas recentes sugerem que pode não ser o caso; vez disso, o aumento das rixas após o colapso do regime comunista poderia encorajar o ressurgimento da prática.

## Virgens juramentadas conhecidas
- Stana Cerović
- Tringe Smajli
- Mikaš Karadžić
- Tom Bikaj
- Durdjan Ibi Glavola
- Stanica-Daga Marinković[13]